# Naima Fadel
Naima Fadel ou Naima Fadil (en arabe : نعيمة فاضل), née le 20 mars 1987 à Salé (Maroc), est une footballeuse internationale marocaine jouant au poste de milieu de terrain.

## Biographie
Naima Fadel voit le jour à Salé et débute le football avec les garçons dans les rues de son quartier, Hay Rahma avant d'intégrer l'Association sportive de Salé à l'âge de 18 ans.
Avant de se consacrer et de se focaliser uniquement sur le football, Naima travaille en parallèle dans une société de couture et étudie jusqu'à la première année de faculté.

### Carrière en club
Elle fait donc ses débuts en club à l'Association sportive de Salé où elle se forme puis rejoint en 2010 le Raja Casablanca avec lequel elle remporte la Coupe du Trône. Elle s'engage ensuite au Chabab Atlas Khénifra où elle reste une saison, termine vice-championne du Maroc et remporte la Coupe du Trône. Enfin, elle débarque à l'AS FAR en 2012 avec lequel elle enrichit son palmarès en remportant la majeure partie de ses titres, huit de championnat et sept de Coupe du Trône. 

### Carrière internationale

#### Une décennie de déceptions
Alors joueuse de l'AS Salé, Naima Fadel est appelée pour la première fois à rejoindre l'équipe du Maroc en 2009. La sélection qui est entraînée à cette période par Mustapha Chouaa, dispute les qualifications pour le Championnat d'Afrique en affrontant en mars 2010 l'équipe du Sénégal au premier tour. Naima participe à cette double confrontation qui voit le Maroc être éliminé après un score de 0-0 à Pikine et une défaite 1-0 au Stade Boubker-Ammar de Salé.
Cette non-qualification à la CAN n'est que le début d'une série de désillusions pour la sélection avec Naïma Fadel à ses rangs.
En janvier 2011, elle est sélectionnée par Abid Oubenaissa pour prendre part à une double confrontation face à la Tunisie comptant pour les qualifications aux Jeux olympiques 2012. Le match aller se termine sur une défaite (3-0) au Stade El Abdi d'El Jadida alors que le match retour à Radès voit les Marocaines s'imposer sur la plus petite des marges grâce à un but de Ibtissam Bouharat. Un score insuffisant qui voit le Maroc sortir dès le premier tour.
Mais le Maroc prend sa revanche sur la Tunisie l'année suivante à l'occasion des qualifications pour le Championnat d'Afrique 2012. Les Marocaines s'imposent au match aller à Rabat le 14 janvier 2012 sur le score de 2 buts à 0 grâce entre autres à une réalisation de Naima Fadel, son premier but international. Puis au match retour, les Tunisiennes parviennent à remonter les deux buts, ce qui emmènent les deux équipes à une séance de tirs au but qui sourit aux Lionnes de l'Atlas. Au tour suivant, le Maroc reçoit le Sénégal le 26 mai avant de se déplacer chez lui le 16 juin et aucune des deux équipes ne parvient à marquer le moindre but. Ainsi pour se départager, les deux formations passent par l'épreuve des tirs au but à l'issue de laquelle, l'équipe qui l'emporte, se qualifie pour la phase finale de la compétition. Et ce sont les Sénégalaises qui remportent la séance (5-4). Naima Fadel prend part aux deux rencontres ainsi qu'à la séance de pénalties.
Le Maroc ne parvient pas non plus à se qualifier pour l'édition suivante de la CAN en 2014, se faisant sortir dès le premier tour par Algérie après une défaite 2-0 au match aller le 14 février 2014 puis un match nul et vierge à Rabat le 1er mars 2014. Naima Fadel qui évolue désormais à l'AS FAR, participe à la double confrontation.
La sélection se déplace à Pétra en août 2015 pour affronter la Jordanie dans une double confrontation amicale. Si la première manche se termine par une victoire jordanienne (2-1), la deuxième voit les deux équipes se quitter dos à dos (2-2). Naima Fadel marque un but dans chacune des deux rencontres. La même année en novembre, le Maroc reçoit l'Égypte pour l'affronter deux fois au Centre sportif de Maâmora. Les Marocaines s'imposent lors des deux matchs (3-0 puis 5-0) avec un triplé de Fadel lors de la deuxième manche.
Après cette série de matchs amicaux, le Maroc affronte le Mali dans le cadre des qualifications pour la Coupe d'Afrique 2016. Mais encore une fois, les Marocaines sortent dès le premier tour, après un match nul (0-0) à l'aller à Bamako puis une défaite à domicile à Salé sur le score de 2-1. Naima Fadel dispute le match retour.
En août 2017, Naima Fadel est sélectionnée par Karim Bencherifa pour disputer le tournoi COTIF à L'Alcúdia (Espagne). Durant ce tournoi qui a lieu du 4 au 11 août, le Maroc affronte des clubs espagnols et français. Les Lionnes de l'Atlas s'inclinent face à Levante (2-1), s'imposent contre Albi (5-1), perdent contre Atlético de Madrid (1-0) et gagnent contre Valence FC (1-0). Naima participe à l'ensemble des matchs en tant que titulaire.
Le Maroc est également absent de la phase finale de la CAN 2018 puisque Naima Fadel et les siennes se font sortir cette fois-ci par la Côte d'Ivoire au premier tour après un match nul (1-1) à Rabat au match aller puis un nul vierge à Abidjan. La Côte d'Ivoire se qualifie grâce à son but marqué à l'extérieur.
Après l'édition de 2017, le Maroc est de nouveau invité à disputer le tournoi COTIF qui se déroule du 1er au 8 août 2018. Durant cette édition, les Marocaines s'inclinent une seule fois, contre Madrid CFF (1-0), et remportent une seule rencontre, face à l'Inde (5-1). Les deux autres matchs, face à Levante et Albacete se terminent sur un match nul (2-2, les deux). Naima Fadel participe à l'ensemble des matchs du tournoi.
La sélection ne réussit pas non plus à se qualifier pour les Jeux olympiques 2020 s'inclinant face au Mali au premier tour des qualifications, après une défaite 3-1 à Bamako le 3 avril 2019 puis un match nul 2-2 à Salé au match retour.

#### Un premier titre
Naima Fadel est sélectionnée par Kelly Lindsey pour disputer en février 2020 le Tournoi de l'UNAF organisé à Le Kram (Tunisie). Le Maroc remporte le trophée pour la première fois en s'imposant face à toutes les équipes participantes : 1-0 face à la Tunisie, 3-2 contre la Tanzanie, 5-0 face à la Mauritanie et 2-0 contre l'Algérie. Fadel participe à l'ensemble des rencontres du tournoi en tant que capitaine.
Après ce premier titre obtenu, elle est sélectionnée le mois suivant pour prendre part à une rencontre amicale face au Ghana au Complexe Mohammed VI. Le Maroc s'impose dans les derniers instants sur le score de 3 buts à 2. C'est le dernier match que dispute Naima Fadel avec la sélection.

## Palmarès

### En club
AS FAR (16)
- Championnat du Maroc (7)
  - Championne : 2013, 2014, 2016, 2017, 2018, 2019 et 2020
  - Vice-championne : 2015

- Coupe du Trône (8)
  - Vainqueur : 2013, 2014, 2014-15, 2015-16, 2016-17, 2017-18, 2018-19 et 2019-20

- Coupe de l'Amitié Maroc - Émirats arabes unis (1)
  - Vainqueur : 2016

 Chabab Atlas Khénifra (1)
- Championnat du Maroc
  - Vice-championne : 2012
- Coupe du Trône (1)
  - Vainqueur : 2011-12

 Raja Casablanca (1)
- Coupe du Trône (1)
  - Vainqueur : 2010

### En sélection
Équipe du Maroc (1)
- Tournoi de l'UNAF (1)
  -  Vainqueur : 2020